# レオナルド・デル・ヴェッキオ
レオナルド・デル・ヴェッキオ（Leonardo Del Vecchio、1935年5月22日 - 2022年6月27日）は、イタリアの億万長者のビジネスマンで、Luxotticaの創設者兼会長であり、メガネとレンズの世界最大の小売業者であり、77,734人の従業員と8,000店舗以上を抱えている。2020年1月の時点で、デル・ヴェッキオはForbesによって純資産額が258億ドルであると推定されており、イタリアで最も金持ちであり、世界で50番目に金持ちであった。 

## 人生とキャリア
彼は、1935年にイタリアのミラノで、南イタリアのバルレッタ出身の貧しい家庭に生まれた。 彼は、ミラノの金型メーカーの見習いとしてキャリアをスタートさせたが、金属加工のスキルを磨いて眼鏡部品を作ることにした。そのため、1961年に彼は、イタリアの眼鏡産業のほとんどが本拠地を置くベッルーノ県のアーゴルドに引っ越した。新会社は有限責任組合であるLuxottica s.a.s.,だった。 1967年にLuxotticaブランドで完全な眼鏡フレームの販売を開始し、1971年に受託製造事業に参入した。 
1974年に、彼は流通会社であるScarroneを買収した。1981年、同社はドイツに最初の国際子会社を設立した。デザイナーのジョルジオアルマーニとのライセンス契約は1988年に成立した。 
同社は1990年にニューヨークに、2000年12月にミラノに上場し、2003年9月にMIB-30（現在のS＆P / MIB）インデックスに加わった。1990年にイタリアのブランドVogueに始まり、1995年にペルソールと米国のShoe  Corporation（レンズクラフターズ）、1999年にレイバンと2001年にサングラスハット株式会社など、上場により他のブランドを獲得できる同社の能力が強化された。2003年にシドニーを拠点とするOPSM、2004年にPearle Vision、2006年にSurfeyes、2004年にCole Nationalを買収して、さらに多くの小売企業を探した。 彼らは2007年11月に21億米ドルの取引でOakleyを買収した。 

## 保有株式
- Luxotticaの61.90%[9]。
- フランスの不動産会社Covivioの28％[10]。
- イタリア最大の保険会社であるゼネラリ保険の3.17％[11]。

## 私生活
デル・ヴェッキオは既婚者で6人の子供がおり、ミラノに住んでいる。彼は最初の妻との間に、1人の息子クラウディオ・デル・ヴェッキオ、2人の娘マリサとパオラがいる。彼と2番目の妻との間には、一人の息子レオナルド・マリアがいた。そして彼の三番目の妻との間には、二人の息子ルカとクレメンテがいる。 彼は2010年に2人目の妻と再婚した。 
クラウディオ・デル・ヴェッキオは現在、アメリカの衣料品小売業者であるブルックスブラザーズを所有および管理している。 